# Nashira
Nashira ist der Eigenname des Sterns Gamma Capricorni (γ Cap) im Sternbild Steinbock. Nashira hat eine scheinbare Helligkeit von 3,8 mag und ist etwa 157 Lichtjahre entfernt.
Der Stern bewegt sich für Beobachter auf der Erde mit einer Eigenbewegung von etwa 189 Millibogensekunden/Jahr über den Himmel. Bei seiner Entfernung entspricht dies einer Geschwindigkeit von etwa 43 km/s, während er sich zusätzlich mit einer Geschwindigkeit von 31 km/s auf uns zu bewegt. Im Raum bewegt sich der Stern demnach mit einer Geschwindigkeit von etwa 53 km/s relativ zu unserer Sonne.
Es handelt sich um einen weißen Hauptreihenstern mit 2,3-facher Masse und 4,3-fachem Durchmesser der Sonne. Seine effektive Oberflächentemperatur liegt bei 7240 K.
Nashira gehört zu einer Gruppe von Veränderlichen, den Alpha2-Canum-Venaticorum-Sternen, deren charakteristisches Merkmal Magnetfeldschwankungen sind. Nashira zeigt daneben geringe Helligkeitsschwankungen mit einer Amplitude von 0,03 mag und einer Periode von 2,78 Tagen.
Die Bezeichnung Nashira ist abgeleitet von der alten arabischen Bezeichnung سعد ناشرة / saʿd nāšira / ‚ausbreitendes Glück‘ für das Sternpaar Gamma und Delta Capricorni. Von der Working Group on Star Names (WGSN) der IAU zur Standardisierung von Sternnamen wurde 2016 im „IAU Catalog of Star Names“ für Gamma Capricorni offiziell der Eigenname Nashira vergeben.

## Wissenschaftliche Untersuchung
Das Spektrum des Sterns zeigt Besonderheiten, nach denen er als abnormer Metalllinien-Stern (Am-Stern) klassifiziert wurde. Es zeigt Metalllinien wie ein F2-Stern, Wasserstofflinien der Balmer-Serie wie ein F1 V-Stern und Calcium-Linien wie ein F0-Stern. Für die projizierte äquatoriale Rotationsgeschwindigkeit v·sin(i) wurde wie für solche Sterne typisch ein relativ niedriger Wert von 31 km/s gefunden.